# Jamboree
Das Wort Jamboree (englisch) wird international als Bezeichnung für Pfadfindergroßlager verwendet. Außerhalb der Pfadfinderbewegung wird der Begriff auch für Tanz- und Musikveranstaltungen verwendet, wie dem „Summer Jamboree“ in Senigallia, Italien. Im Square Dance wird der Begriff für ein jährliches oder halbjährliches Treffen verwendet, sowie in der Radiosendung Barn Dance Show.
Für das Befahren des Rubicon Trails ist die Bezeichnung „Jeep Jamboree“ oder auch „Jeepers Jamboree“ in Gebrauch. Beide Veranstaltungen finden an verschiedenen Terminen statt.

## Wortherkunft und -bedeutung
Die Etymologie des seit 1868 im amerikanischen Englisch bekannten Wortes ist weitgehend ungeklärt. Vermutet wird ein Zusammenhang mit dem Verb to jam, das zusammenquetschen oder zusammendrängen bedeutet.
In der Pfadfinderbewegung beliebt, wissenschaftlich aber nicht belegt, ist die These, dass der Begriff aus einer afrikanischen Sprache komme und „friedliches Treffen aller Stämme“ bedeute. Robert Baden-Powell habe den Begriff aus seiner Dienstzeit als britischer Soldat in Afrika mitgebracht. Für diese These spricht, dass auch andere Erfahrungen, die Baden-Powell in Afrika gemacht hatte, in seine Jugendarbeit einflossen.
Im normalen englischen Sprachgebrauch bezeichnet Jamboree eine exzessive Feier oder ein Gelage. Aus der Alltagssprache ist das Wort in dieser Bedeutung fast verschwunden und wird meist ironisch gebraucht.

## Jamborees in der Pfadfinderbewegung
Obwohl jedes Jahr zehn oder mehr regionale Jamborees oder Jamborettes stattfinden, wird mit dem Begriff meistens das World Scout Jamboree der World Organization of the Scout Movement (WOSM) bezeichnet.
Das erste World Scout Jamboree fand 1920 in London mit 8.000 Pfadfindern aus 27 Ländern unter der Leitung von Robert Baden-Powell statt. Seitdem finden alle vier Jahre von WOSM organisierte Jamborees statt. Die Teilnehmerzahl beim 20. World Scout Jamboree 2002/2003 betrug 25.000. Teilnehmen dürfen nur Angehörige von Mitgliedsverbänden von WOSM und von Mitgliedsverbänden der World Association of Girl Guides and Girl Scouts (WAGGGS), wenn der jeweilige nationale Mitgliedsverband von WOSM zustimmt. Die Teilnehmer müssen zum Zeitpunkt des Jamborees zwischen 14 und 17 Jahren alt sein. Allerdings dürfen die freiwilligen Helfer auf dem Jamboree, sowie die Leiter und Betreuer der verschiedenen Kontingente auch älter sein.
Wegen der Beschränkung auf WOSM- und WAGGGS-Mitglieder bei den World Scout Jamborees veranstalten auch andere Dachverbände der Pfadfinderbewegung Jamborees, so zum Beispiel die World Federation of Independent Scouts (WFIS), auf deren Jamboree 2002 in Skørping, Dänemark, knapp 2.000 Pfadfinder vertreten waren.

### Liste der World Scout Jamborees

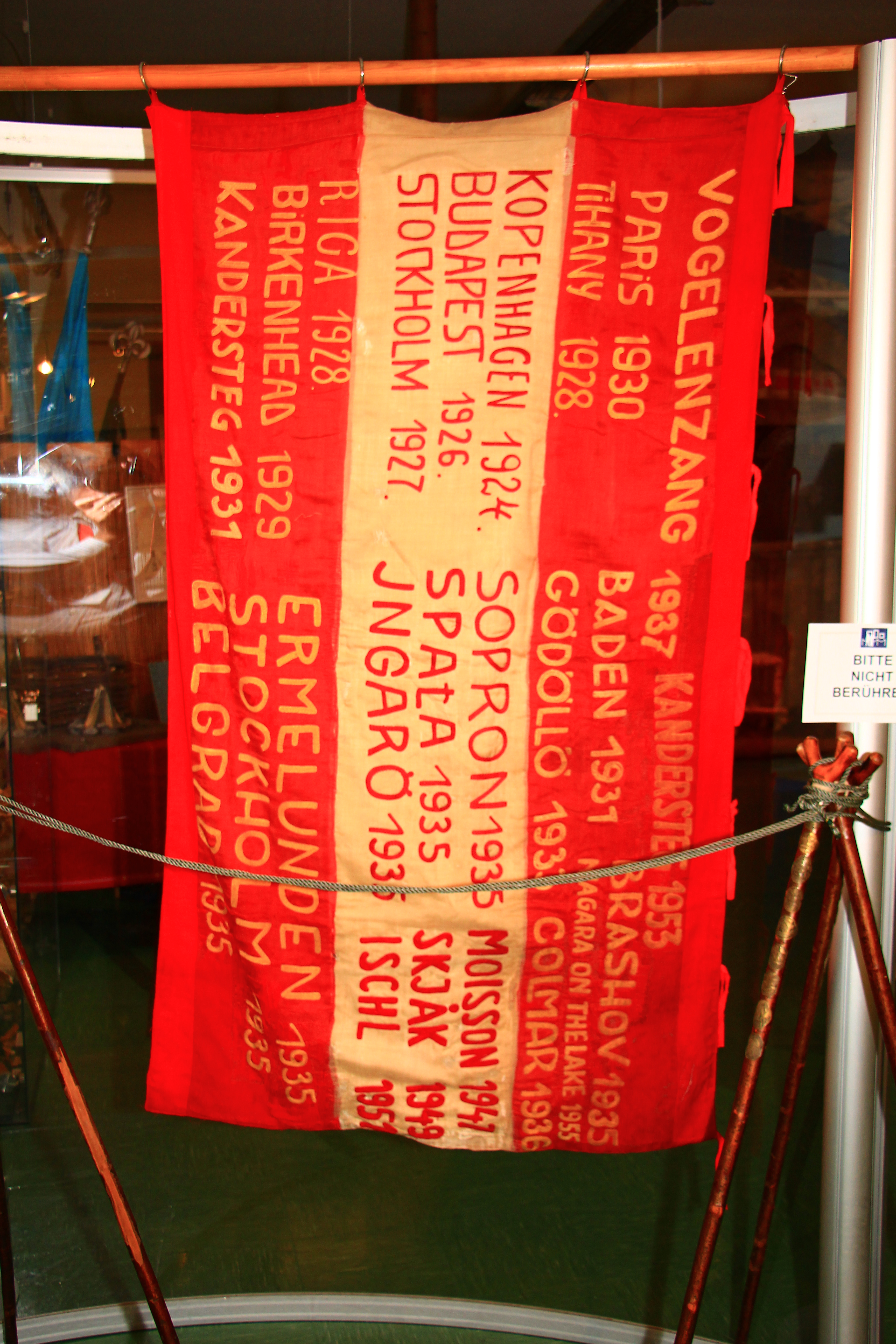
Traditionsfahne des Österreichischen Pfadfinderbunds mit den Orten und Daten der Jamborees bis 1951 (aufgeführt sind auch weitere internationale Treffen)

| Jahr    | Name                        | Ort                                                      | Teilnehmer | Länder | Anmerkungen |
| ------- | --------------------------- | -------------------------------------------------------- | ---------- | ------ | --- |
| 1920    | 1st World Scout Jamboree    | Olympia-Arena, London, England                           | 8.000      | 34     | |
| 1924    | 2nd World Scout Jamboree    | Ermelunden, Kopenhagen, Dänemark                         | 4.549      | 34     | |
| 1929    | 3rd World Scout Jamboree    | Arrowe Park, Birkenhead, England                         | 50.000     | 73     | Wurde anlässlich des 21. Geburtstages von Scouting for Boys und der Pfadfinderbewegung auch Coming of Age Jamboree genannt |
| 1933    | 4th World Scout Jamboree    | Gödöllő, Ungarn                                          | 25.793     |        | |
| 1937    | 5th World Scout Jamboree    | Vogelenzang, Bloemendaal, Niederlande                    | 28.750     | 54     | Robert Baden-Powell verabschiedete sich bei diesem Jamboree von der Pfadfinderbewegung. |
|         |                             |                                                          |            |        | Während des Zweiten Weltkriegs wurden keine Jamborees veranstaltet. |
| 1947    | 6th World Scout Jamboree    | Moisson, Frankreich                                      | 24.152     | 42     | auch Jamboree of Peace genannt |
| 1951    | 7th World Scout Jamboree    | Bad Ischl, Österreich                                    | 12.884     | 73     | das bisher einzige WSJ in D-A-CH |
| 1955    | 8th World Scout Jamboree    | Niagara-on-the-Lake, Ontario, Kanada                     | 11.139     | 71     | |
| 1957    | 9th World Scout Jamboree    | Sutton Park, Sutton Coldfield, England                   | 30.000     | 82     | 50-jähriges Bestehen der Pfadfinderbewegung |
| 1959    | 10th World Scout Jamboree   | Mount Makiling, Laguna, Philippinen                      | 12.203     | 44     | |
| 1963    | 11th World Scout Jamboree   | Marathon, Griechenland                                   | 10.394     | 89     | |
| 1967    | 12th World Scout Jamboree   | Farragut State Park, Idaho, USA                          | 12.011     |        | |
| 1971    | 13th World Scout Jamboree   | Asagiri Heights, Fujinomiya, Japan                       | 23.758     | 87     | |
| 1975    | 14th World Scout Jamboree   | Mjøsa-See, Lillehammer, Norwegen                         | 17.259     | 91     | auch Nordjamb '75 genannt |
| 1979    | (15th World Scout Jamboree) | Nischapur, Iran                                          |            |        | Das Jamboree wurde wegen der islamischen Revolution abgesagt. Stattdessen wurde ein weltweites World Jamboree Year durchgeführt. |
| 1983    | 15th World Scout Jamboree   | Kananaskis Country, Calgary, Alberta, Kanada             | 14.752     | 97     | |
| 1987    | 16th World Scout Jamboree   | Sydney, New South Wales, Australien                      | 13.434     | 98     | |
| 1991    | 17th World Scout Jamboree   | Soraksan National Park, Südkorea                         | 20.000     | 135    | |
| 1995    | 18th World Scout Jamboree   | Biddinghuizen (Gemeinde Dronten), Flevoland, Niederlande | 28.960     | 166    | |
| 1998/99 | 19th World Scout Jamboree   | Picarquin, Chile                                         | 31.000     | 157    | |
| 2002/03 | 20th World Scout Jamboree   | Sattahip, Thailand                                       | 24.000     | 147    | |
| 2007    | 21st World Scout Jamboree   | Hylands Park, Chelmsford, United Kingdom                 | 40.000     | 158    | 100-jähriges Bestehen der Pfadfinderbewegung |
| 2011    | 22nd World Scout Jamboree   | Rinkaby, Schweden                                        | 40.061     | 143    | |
| 2015    | 23rd World Scout Jamboree   | Kirarahama (Stadt Yamaguchi), Japan                      | 33.838     | 152    | |
| 2019    | 24th World Scout Jamboree   | New River Gorge, West Virginia, USA                      | 45.000     | 150    | |
| 2023    | 25th World Scout Jamboree   | Saemangeum, Südkorea                                     | 43.000     | 159    | Das Jamboree, vom 1.–12. August geplant, litt unter einer Hitzewelle. Ab 7. August wurde der Platz wegen eines herannahenden Taifuns evakuiert, die Teilnehmenden wurden in 1000 Reisebussen evakuiert. Die Closing Ceremony fand am 11. August im Seoul-World-Cup-Stadion statt. |
| 2027    | 26th World Scout Jamboree   | Danzig, Polen                                            |            |        | |
| 2031    | 27th World Scout Jamboree   | Silkeborg, Dänemark                                      |            |        | |

### Weitere Veranstaltungen
Neben den vierjährlich veranstalteten World Scout Jamborees finden in jedem Jahr zeitgleich das World Scout Jamboree On The Air (JOTA) und das World Scout Jamboree On The Internet (JOTI) statt. 1998 wurde in Nordamerika das Jamboree On The Trail (JOTT) als internationaler Pfadfinder-Wandertag ins Leben gerufen.
Ein vergleichbares Großereignis der Pfadfinderbewegung ist das World Scout Moot, das sich an 18- bis 26-jährige Rover richtet. Hauptsächlich für die europäischen Pfadfinder wird unregelmäßig das European Scout Jamboree veranstaltet.

#### Jamboree on the Air
Das Jamboree on the Air (JOTA) ist ein weltweites Treffen von Pfadfindern mithilfe von Amateurfunkstationen. Es findet seit 1958 am dritten vollständigen Oktoberwochenende statt. Zusammen mit dem JOTI ist es mit mehr als 750.000 Teilnehmenden die größte regelmäßig durchgeführte Pfadfinderveranstaltung. Im nichtpfadfinderischen Bereich gibt es als ähnliche Veranstaltung den Fieldday.

#### Jamboree on the Internet
Das Jamboree on the Internet (JOTI) ist ein internationales Pfadfindertreffen im Internet, das jedes Jahr am dritten vollständigen Oktoberwochenende stattfindet. In Anlehnung an das JOTA treffen sich Pfadfinder aus aller Welt an diesem Wochenende zum Chatten im Internet. Dabei nutzen sie die verschiedensten Techniken vom Internet Relay Chat über E-Mail-Kontakte und Internet-Telefonie bis hin zum Webbrowser. Vielerorts treffen sich dabei die Pfadfinder nicht nur virtuell, sondern auch bei JOTA-JOTI-Veranstaltungen, welche die jeweiligen Pfadfinderorganisationen durchführen. Während des JOTIs geknüpfte Kontakte werden oftmals noch Jahre danach weitergepflegt. Das JOTI ist seit 1996 eine Veranstaltung von WOSM. Da im Zuge der Coronavirus-Pandemie 2020/2021 weltweit viele Menschen in Isolation gehen mussten, wurde vom 3. bis 5. April 2020 das JOTI Special Edition durchgeführt, um auch in Zeiten der Isolation Pfadfindern zu ermöglichen, als Pfadfinder aktiv zu sein.